# Tania Ortiz
Tania Ortiz Calvo (Camagüey, 30 de octubre de 1965) es una exjugadora de voleibol cubana. Fue campeona Olímpica en Barcelona 1992. 